# Liga Leumit (baloncesto)
Liga Leumit (en hebreo: ליגה לאומית‎, lit.'Liga Nacional) es el segundo nivel de la competencia de la liga de baloncesto en Israel, por debajo de la Ligat Winner.

## Sistema de la Liga
El 30 de julio de 2024, la Asociación de Baloncesto de Israel anunció un nuevo sistema de competición. La temporada regular se jugará con un formato de ida y vuelta. Los seis primeros clasificados avanzarán al grupo de ascenso, y el resto de equipos avanzarán al grupo de descenso. El ganador del primer grupo ascenderá a la Ligat ha'Al, mientras que los equipos que ocupen los puestos 2.º a 9.º (2.º al 6.º del primer grupo y los tres primeros del grupo de descenso) avanzarán al playoff para determinar el segundo equipo que ascenderá. Los dos equipos que terminen en los últimos puestos del grupo de descenso descenderán a la Liga Artzit.

## Equipos Temporada 2024/25
| Equipo                       | Ciudad                                            | Pabellón                         | Capacidad |
| ---------------------------- | ------------------------------------------------- | -------------------------------- | --------- |
| A.S. Elitzur Ashkelon        | Ashkelon                                          | Ashkelon Sports Arena            | 3,000     |
| A.S. Ramat HaSharon          | Ramat HaSharon                                    | Kiryat Yearim Hall               | 900       |
| Elitzur Shomron              | Concejo Regional Samaria                          | Leader Sport Center, Ganei Tikva | 1,000     |
| Elitzur Yavne                | Yavne                                             | Ralf Klain Hall                  | 930       |
| S.C. Safed                   | Safed                                             | HaPais Hall Safed                | 608       |
| Hapoel Bnei Kafr Qasim       | Kafr Qasim                                        | Zisman Hall, Ramat Gan           | 1,500     |
| Hapoel Migdal HaEmek/Jezreel | Migdal HaEmek and Jezreel Valley Regional Council | Yearot HaEmek                    | 900       |
| Hapoel Kfar Saba             | Kfar Saba                                         | HaYovel Kfar Saba                | 680       |
| Ironi Eilat                  | Eilat                                             | Begin Arena                      | 1,490     |
| Ironi Nahariya               | Nahariya                                          | Ein Sara Sport Hall              | 2,500     |
| Ironi Ra'anana               | Ra'anana                                          | Metro West                       | 1,668     |
| Maccabi Rehovot              | Rehovot                                           | Barzilai Sports-Center           | 700       |
| Maccabi Rishon LeZion        | Rishon LeZion                                     | Beit Maccabi Rishon              | 2,500     |
| Otef Darom BC                | Alrededores de Gaza                               | Rotem Hall, Kibutz Magen         | 500       |